# SpiceJet
SpiceJet – indyjskie tanie linie lotnicze z siedzibą w Gurgaon. Linie zostały założone w maju 2005 roku. W ciągu trzech lat działalności przewoźnikowi udało się osiągnąć pozycję wicelidera na hinduskim rynku tanich linii lotniczych. Po kilku latach udziały rynkowe przewoźnika spadły z 16,8% (czerwiec 2020) do 9,1% (czerwiec 2021).
Agencja ratingowa Skytrax przyznała liniom trzy gwiazdki.

## Sieć połączeń
Hinduskie linie lotnicze SpiceJet oferują przede wszystkim loty krajowe do 52 miast w Indiach, ponadto przewoźnik oferuje przeloty do 12 zagranicznych lotnisk, znajdujących się głównie w Azji. Dziennie przewoźnik obsługuje ponad 630 lotów. Oprócz lotów krajowych, SpiceJet dociera także do Katmandu w Nepalu oraz do Kolombo na Sri Lance.